# Heinrich von Kageneck (Politiker, 1835)
Heinrich Julius Graf von Kageneck (* 12. Januar 1835 in Freiburg im Breisgau; † 2. September 1887 auf Gut Munzingen) war ein Majoratsherr und Politiker im Großherzogtum Baden.

## Leben
Heinrich von Kageneck besuchte das Großherzogliche Gymnasium Freiburg und studierte zunächst an der Albert-Ludwigs-Universität Freiburg. 1854 wurde er mit dem Grafen Bodman im Corps Rhenania Freiburg aktiv. Als Inaktiver wechselte er an die Ruprecht-Karls-Universität Heidelberg und die Landwirtschaftliche Akademie Hohenheim.
Er war Majoratsherr der Güter Munzingen, Bleichheim, Stegen und Ibenthal sowie Großherzoglich Badischer Kammerherr, Malteserritter und Komtur des päpstlichen Gregoriusordens. Von 1861 bis 1865, von 1868 bis 1874 und von 1879 bis 1887 war er Mitglied der Ersten Badischen Ständekammer.
Von 1881 bis 1884 war er Reichstagsabgeordneter für den Wahlkreis Baden 2 (Donaueschingen, Villingen) und die Deutsche Zentrumspartei.
Am 24. Oktober 1867 heiratete er in Munzingen Anna Freiin Huber von Gleichenstein (1844–1928), mit der erfolgende Kinder hatte:
- Hermine (* 1868) ⚭ 1895 Hermann Piloty
- Heinrich (1870–1937) ⚭ 1900 Alice Freiin Böcklin von Böcklinsau (1877–1941)
- Karl (1871–1967) ⚭ 1910 Maria Freiin von Schorlemer (1888–1959)